# Neptunium(VI)fluoride
Neptunium(VI)fluoride of neptuniumhexafluoride (NpF6) is het zwaarste fluoride van neptunium. Het is een vluchtige, oranje, kristallijne vaste stof die radioactief en corrosief is. Neptunium(VI)fluoride is een covalente verbinding en geen zout.

## Synthese
De gebruikelijke synthese van neptunium(VI)fluoride is analoog aan die van uranium(VI)fluoride, namelijk de reactie van neptunium(IV)fluoride (NpF4) met difluor:
{\displaystyle {\ce {NpF4 + F2 -> NpF6}}}
Voor uranium(VI)fluoride verloopt de reactie bij ongeveer 300°C; voor neptunium(VI)fluoride is een hogere temperatuur (ongeveer 500°C) nodig. Voor de vorming van het hexafluoride van het volgende actinide, plutonium(VI)fluoride uit plutonium(IV)fluoride en fluorgas, is een nog hogere temperatuur vereist (750°C). Hexafluoriden van zwaardere actiniden zijn niet bekend.
Neptunium(VI)fluoride werd voor het eerst bereid in 1946 door Alan E. Florin. Dit gebeurde op microgramschaal door de fluorering van neptunium(III)fluoride (NpF3):
{\displaystyle {\ce {2NpF3 + 3F2 -> 2NpF6}}}
Glenn T. Seaborg en Harrison S. Brown vroegen in 1947 octrooi aan voor de vorming van neptunium(VI)fluoride door fluorering van neptunium(III)fluoride of neptunium(IV)fluoride. Het octrooi werd in 1961 verleend.
Neptunium(IV)fluoride wordt op lage temperatuur gevormd door de reactie van neptunium(IV)oxide of neptunium(IV)fluoride met dizuurstofdifluoride (O2F2):
{\displaystyle {\ce {NpO2 + 3O2F2 -> NpF6 + 4O2}}}
{\displaystyle {\ce {NpF4 + O2F2 -> NpF6 + O2}}}

## Eigenschappen en reacties
Neptunium(VI)fluoride vormt in vaste toestand orthorombische kristallen met vier moleculen per eenheidscel, net als uranium(VI)fluoride. Bij standaarddruk smelt het bij 54,4°C en kookt het bij 55,18°C. Het tripelpunt ligt bij 55,10°C en 1010 hPa (758 torr), wat bijna de standaarddruk is. Dit betekent dat reeds bij een weinig verlaagde luchtdruk, door verwarming neptunium(VI)fluoride door sublimatie rechtstreeks van de vaste toestand naar de gasfase kan overgaan. In de gasfase bestaat het uit regelmatige octaëdrische moleculen. De bindingslengte Np-F bedraagt 198,1 picometer.
Neptunium(VI)fluoride is stabiel in droge lucht, maar reageert hevig met water (ook in vochtige lucht), waarbij het wateroplosbare neptunyl(VI)fluoride en giftig waterstoffluoride gevormd worden:
{\displaystyle {\ce {NpF6 + 2H2O -> NpO2F2 + 4HF}}}